# 13e régiment de grenadiers d'Erevan de Sa Majesté le Tsar Mikhaïl Féodorovitch
Pour les articles homonymes, voir Mikhaïl Féodorovitch Romanov.

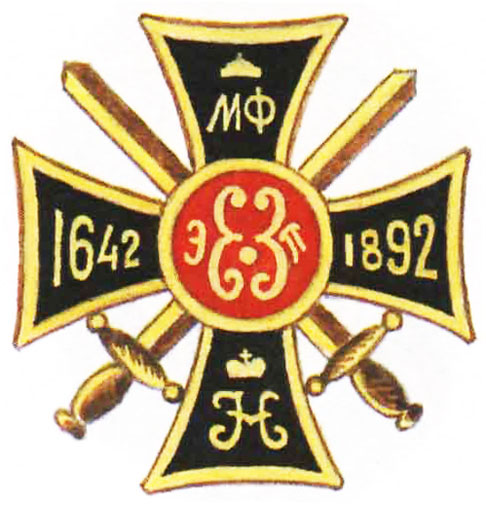
Insigne du 13e régiment de grenadiers d'Erevan.

Le 13e régiment de grenadiers d'Erevan de Sa Majesté le Tsar Mikhaïl Féodorovitch (Царя Михаила Феодоровича 13-й Лейб-Гренадерский Его Величества полк en russe) était le plus ancien régiment de l'armée impériale russe et le premier à être organisé en régiment permanent selon le modèle occidental. Il fut créé en 1642 par le tsar Mikhaïl Féodorovitch Romanov qui en assura le commandement. Le nom Erevan, parfois orthographié Erivan, renvoie à la ville du Caucase aujourd'hui capitale de l'Arménie.
Le régiment se distingua particulièrement durant les guerres russo-iraniennes de 1804-1813 et 1826-1828, la guerre russo-turque de 1828-1829, 1853-1856 et 1877-1878, et participa activement à la conquête du Caucase de 1830 à 1852.
Depuis 1824 le régiment était basé à Manglissi en Géorgie.
Au moment de la Première Guerre mondiale le régiment était basé à Tbilissi en Géorgie et fut engagé à plusieurs reprises dans les combats. Il fut dissous durant le conflit.

## Historique du nom du régiment
- 1642 : Création du régiment.
- 1798 : Rebaptisé  régiment d'egerskis du général-major Lazarev (генерал-майора Лазарева егерский полк).
- 1801 : Rebaptisé  17e régiment d'egerskis (17-й егерский полк).
- 1816 : Rebaptisé  7e régiment de carabiniers (7-й Карабинерный полк).
- 1827 : Rebaptisé régiment de carabiniers d'Erevan (Эриванский Карабинерный полк).
- 1850 : Rebaptisé régiment de carabiniers d'Erevan de Son Altesse Impériale l'héritier tsarevitch (Эриванский Карабинерный Его Императорского Высочества наследника цесаревича полк).
- 1855 : Rebaptisé régiment de carabiniers d'Erevan de Sa Majesté (Лейб-Карабинерный Эриванский Его Величества полк).
- 1856 : Rebaptisé 13e régiment de grenadiers d'Erevan de Sa Majesté (13-й Лейб-Гренадерский Эриванский Его Величества полк).
- 1913 : Rebaptisé 13e régiment de grenadiers d'Erevan de Sa Majesté le Tsar Mikhaïl Féodorovitch (Царя Михаила Феодоровича 13-й Лейб-Гренадерский Его Величества полк).

## Sources
- Capitaine C. Popov (trad. Alexandre Kaznakov), Souvenirs d'un grenadier du Caucase - 1914-1920, Paris, France, Payot, coll. « Collection de mémoires, études et documents pour servir à l'histoire de la Guerre mondiale », 1931, 281 p. [détail de l’édition], page 8.